# România la Jocurile Olimpice de vară din 2000
România a participat la Jocurile Olimpice de vară din 2000 care au avut loc la Sydney, Australia, în perioada 15 septembrie - 1 octombrie 2000. Canotoarea Elisabeta Lipă a fost portdrapelul României la ceremonia de deschidere.
Delegația României a fost implicată în cel mai mare scandal de dopaj din istoria sa. Comitetul Internațional Olimpic a decis să retragă medalia de aur la individual compus a Andreei Răducan, după ce a fost depistată pozitiv la testul anti-doping. Fusese tratată împotriva răcelii de medicul echipei cu un medicament ce conținea pseudo-efedrină.
Atleta Mihaela Melinte a fost exclusă de la Olimpiadă deoarece a folosit nandrolon, o substanță interzisă de Comitetul International Olimpic. Mihaela Melinte era campioană mondială la proba cu ciocanul și deținea recordul mondial.
Federația Română de Haltere a fost aproape de a fi exclusă din competiție după ce doi componenți ai lotului, Traian Cihărean și Adrian Mateaș au fost depistați pozitiv cu nandrolon. S-a plătit o amendă de 50.000 de dolari pentru ca ceilalți halterofili să poată concura.

## Medalii

### Aur
- Gabriela Szabo — atletism, 5.000 metri
- Florin Popescu și Mitică Pricop — canoe, 1000m
- Mihai Claudiu Covaliu — scrimă, sabie individual
- Marius Urzică — gimnastică, cal cu mânere
- Simona Amânar — gimnastică, individual compus
- Simona Amânar, Loredana Boboc, Andreea Isărescu, Maria Olaru, Claudia Presăcan, și Andreea Răducan — gimnastică, echipe
- Georgeta Damian și Doina Ignat — canotaj, 2 rame fără cârmaci
- Vera Cochelea, Georgeta Damian, Magdalena Dumitrache, Liliana Gafencu, Elena Georgescu, Doina Ignat, Elisabeta Lipă, Ioana Olteanu și Viorica Susanu — canotaj, 8+1
- Angela Alupei și Constanța Burcică-Pipotă — canotaj, 2 vâsle cat. ușoară
- Diana Mocanu — natație, 100m spate
- Diana Mocanu — natație, 200m spate

### Argint
- Violeta Beclea — atletism, 1.500 metri
- Lidia Șimon — atletism, maraton
- Marian Simion — box, cat. mijlocie mică (71 kg)
- Maria Olaru — gimnastică, individual compus
- Andreea Răducan — gimnastică, sărituri
- Beatrice Câșlaru — natație, 200m mixt

### Bronz
- Gabriela Szabo — atletism, 1.500 metri
- Dorel Simion — box, cat. semimijlocie (67 kg)
- Florin Popescu și Mitică Pricop — canoe, 500m
- Raluca Andreea Ioniță, Mariana Limbău, Elena Radu și Sanda Toma — caiac, 500m
- Oana Pantelimon — atletism, înălțime
- Simona Amânar — gimnastică, sol
- Simona Marcela Richter — judo, (78 kg)
- Iulian Raicea — tir, pistol viteză
- Beatrice Câșlaru — natație, 400m mixt

## Atletism
Masculin
Probe pe șosea și pistă
| Atlet          | Probă            | Preliminare | Preliminare | Sfert de finală | Sfert de finală | Semifinală   | Semifinală   | Finală       | Finală       |
| Atlet          | Probă            | Rezultat    | Loc         | Rezultat        | Loc             | Rezultat     | Loc          | Rezultat     | Loc          |
| -------------- | ---------------- | ----------- | ----------- | --------------- | --------------- | ------------ | ------------ | ------------ | ------------ |
| Florin Ionescu | 3000 m obstacole | 8:37,44     | 27          | Nu a avansat    | Nu a avansat    | Nu a avansat | Nu a avansat | Nu a avansat | Nu a avansat |
| Costică Bălan  | 20 km marș       | N/A         | N/A         | N/A             | N/A             | N/A          | N/A          | 1:23:42      | 18           |

Probe pe teren
| Atlet          | Probă               | Calificare | Calificare | Finală       | Finală       |
| Atlet          | Probă               | Distanță   | Loc        | Distanță     | Loc          |
| -------------- | ------------------- | ---------- | ---------- | ------------ | ------------ |
| Bogdan Țăruș   | Săritură în lungime | 8,00       | 12         | 8,00         | 9            |
| Ionuț Pungă    | Triplusalt          | 16,72      | 14         | Nu a avansat | Nu a avansat |
| Gheorghe Gușet | Aruncarea greutății | 18,56      | 30         | Nu a avansat | Nu a avansat |
| Costel Grasu   | Aruncarea discului  | FR         | —          | Nu a avansat | Nu a avansat |

Feminin
Probe pe șosea și pistă
| Atletă          | Probă         | Preliminare | Preliminare | Sfert de finală | Sfert de finală | Semifinală   | Semifinală   | Finală       | Finală       |
| Atletă          | Probă         | Rezultat    | Loc         | Rezultat        | Loc             | Rezultat     | Loc          | Rezultat     | Loc          |
| --------------- | ------------- | ----------- | ----------- | --------------- | --------------- | ------------ | ------------ | ------------ | ------------ |
| Otilia Ruicu    | 400 m         | 52,65       | 27          | 52,28           | 22              | Nu a avansat | Nu a avansat | Nu a avansat | Nu a avansat |
| Elena Iagăr     | 800 m         | 2:07,56     | 30          | Nu a avansat    | Nu a avansat    | Nu a avansat | Nu a avansat | Nu a avansat | Nu a avansat |
| Elena Iagăr     | 1500 m        | 4:11,35     | 21          | N/A             | N/A             | 4:14,75      | 23           | Nu a avansat | Nu a avansat |
| Gabriela Szabo  | 1500 m        | 4:08,33     | 3           | N/A             | N/A             | 4:07,38      | 11           | 4:05,27      | 3            |
| Violeta Szekely | 1500 m        | 4:10,18     | 11          | N/A             | N/A             | 4:06,60      | 7            | 4:05,15      | 2            |
| Gabriela Szabo  | 5000 m        | 15:08,36    | 2           | N/A             | N/A             | N/A          | N/A          | 14:40,79 RO  | 1            |
| Ionela Târlea   | 400 m garduri | 56,40       | 16          | N/A             | N/A             | 54,70        | 5            | 54,35        | 6            |
| Anuța Cătună    | Maraton       | N/A         | N/A         | N/A             | N/A             | N/A          | N/A          | NAT          | NAT          |
| Alina Gherasim  | Maraton       | N/A         | N/A         | N/A             | N/A             | N/A          | N/A          | 2:36:16      | 29           |
| Lidia Șimon     | Maraton       | N/A         | N/A         | N/A             | N/A             | N/A          | N/A          | 2:23:22      | 2            |
| Norica Câmpean  | 20 km marș    | N/A         | N/A         | N/A             | N/A             | N/A          | N/A          | 1:31:50      | 6            |
| Ana Maria Groza | 20 km marș    | N/A         | N/A         | N/A             | N/A             | N/A          | N/A          | 1:33:38      | 13           |

Probe pe teren
| Atletă                 | Probă                | Calificare | Calificare | Finală       | Finală       |
| Atletă                 | Probă                | Distanță   | Loc        | Distanță     | Loc          |
| ---------------------- | -------------------- | ---------- | ---------- | ------------ | ------------ |
| Oana Pantelimon        | Săritură în înălțime | 1,94       | 12         | 1,99         | 3            |
| Monica Iagăr           | Săritură în înălțime | 1,94       | 10         | 1,93         | 9            |
| Viorica Țigău          | Săritura în lungime  | 6,25       | 27         | Nu a avansat | Nu a avansat |
| Cristina Nicolau       | Triplusalt           | 14,14      | 10         | 14,17        | 6            |
| Nicoleta Grasu         | Aruncarea discului   | 58,57      | 19         | Nu a avansat | Nu a avansat |
| Ana Mirela Țermure     | Aruncarea suliței    | 56,31      | 22         | Nu a avansat | Nu a avansat |
| Felicia Țilea-Moldovan | Aruncarea suliței    | 58,75      | 15         | Nu a avansat | Nu a avansat |

Probe combinate
| Atletă        | Probă     | 100 m g | SI   | AG    | 200 m | SL   | AS    | 800 m   | Total | Loc |
| ------------- | --------- | ------- | ---- | ----- | ----- | ---- | ----- | ------- | ----- | --- |
| Viorica Țigău | Heptatlon | 13,39   | 1,72 | 11,53 | 24,80 | 6,01 | 43,48 | 2:19,65 | 5893  | 18  |
| Viorica Țigău | Heptatlon | 1066    | 879  | 630   | 905   | 853  | 732   | 828     | 5893  | 18  |

## Box
| Sportiv             | Probă  | Primul meci              | Al 2-lea meci          | Sferturi               | Semifinale               | Finală                 | Loc |
| Sportiv             | Probă  | Adversar Rezultat        | Adversar Rezultat      | Adversar Rezultat      | Adversar Rezultat        | Adversar Rezultat      | Loc |
| ------------------- | ------ | ------------------------ | ---------------------- | ---------------------- | ------------------------ | ---------------------- | --- |
| Marian Velicu       | -48 kg | Ballioğlu (TUR) C 20–8   | Romero (CUB) P AOL     | Nu a avansat           | Nu a avansat             | Nu a avansat           | =9  |
| Bogdan Dobrescu     | -51 kg | Xiangzhong (CHN) C 12–3  | Mantilla (CUB) P AOL   | Nu a avansat           | Nu a avansat             | Nu a avansat           | =9  |
| Crinu Raicu-Olteanu | -54 kg | Mikaelian (GRE) C 7–2    | Morales (MEX) C AOL    | Vinson (USA) P 19–26   | Nu a avansat             | Nu a avansat           | 7   |
| Ovidiu Bobîrnat     | -57 kg | Sattarhanov (KAZ) P 5–14 | Nu a avansat           | Nu a avansat           | Nu a avansat             | Nu a avansat           | =17 |
| Gheorghe Lungu      | -60 kg | Tebebu (ETH) C 15–3      | Bejarano (MEX) P 11–14 | Nu a avansat           | Nu a avansat             | Nu a avansat           | =9  |
| Dorel Simion        | -67 kg | Fuchú (PUR) C AOL        | Guerra (CUB) C 11–7    | Küchler (GER) C 26–14  | Saitov (RUS) P 10–19     | Nu a avansat           | 3   |
| Marian Simion       | -71 kg | Di Corcia (ITA) C 19–8   | Zertuche (MEX) C 17–1  | Esther (FRA) C 29–14   | Thongburan (THA) C 26–16 | Ibraimov (THA) P 23–25 | 2   |
| Adrian Diaconu      | -75 kg | Kenzi (ALG) C 19–9       | Kumar (IND) C 12–3     | Gutiérrez (CUB) P k.o. | Nu a avansat             | Nu a avansat           | 5   |
| Grigore Rîșco       | -81 kg | Mihailov (UZB) P 6–15    | Nu a avansat           | Nu a avansat           | Nu a avansat             | Nu a avansat           | =17 |
| Constantin Onofrei  | -91 kg | Peter (NGR) P 14–17      | N/A                    | Nu a avansat           | Nu a avansat             | Nu a avansat           | =9  |

## Caiac canoe
| Sportiv                                               | Probă      | Serie    | Serie | Semifinale | Semifinale | Finală        | Finală        |
| Sportiv                                               | Probă      | Timp     | Loc   | Timp       | Loc        | Timp          | Loc           |
| ----------------------------------------------------- | ---------- | -------- | ----- | ---------- | ---------- | ------------- | ------------- |
| Geza Magyar                                           | K-1 500 m  | 1:42,733 | 3     | 1:41,482   | 4          | nu a avansat  | nu a avansat  |
| Marian Băban                                          | K-1 1000 m | 3:45,127 | 5     | 3:47,215   | 7          | nu a avansat  | nu a avansat  |
| Vasile Curuzan Romică Șerban                          | K-2 500 m  | 1:33,184 | 4     | 1:32,975   | 6          | nu au avansat | nu au avansat |
| Vasile Curuzan Sorin Petcu Romică Șerban Marian Sîrbu | K-4 1000 m | 3:05,341 | 5     | 3:05,101   | 6          | nu au avansat | nu au avansat |
| Florin Huidu                                          | C-1 500 m  | 1:53,076 | 4     | 1:53,277   | 4          | nu a avansat  | nu a avansat  |
| Florin Huidu                                          | C-1 1000 m | 3:56,770 | 5     | 4:03,910   | 5          | nu a avansat  | nu a avansat  |
| Florin Popescu Mitică Pricop                          | C-2 500 m  | 1:41,904 | 1     | N/A        | N/A        | 1:54,260      | 3             |
| Florin Popescu Mitică Pricop                          | C-2 1000 m | 3:37,340 | 1     | N/A        | N/A        | 3:37,355      | 1             |
| Sanda Toma                                            | K-1 500 m  | 1:54,738 | 4     | 1:56,310   | 4          | nu a avansat  | nu a avansat  |
| Raluca Ioniță Mariana Limbău                          | K-2 500 m  | 1:43,204 | 2     | N/A        | N/A        | 1:59,264      | 4             |
| Raluca Ioniță Mariana Limbău Elena Radu Sanda Toma    | K-4 500 m  | 1:35,935 | 3     | N/A        | N/A        | 1:37,010      | 3             |

## Canotaj
Masculin
| Sportivi | Probă                   | Serie   | Serie | Recalificări | Recalificări | Semifinale | Semifinale | Finală B | Finală B | Finală A | Finală A | Loc |
| Sportivi | Probă                   | Timp    | Loc   | Timp         | Loc          | Timp       | Loc        | Timp     | Loc      | Timp     | Loc      | Loc |
| --- | ----------------------- | ------- | ----- | ------------ | ------------ | ---------- | ---------- | -------- | -------- | -------- | -------- | --- |
| Valeriu Andrunache Adrian Bucenschi Valentin Robu Florin Corbeanu                                                                               | Patru rame fără cârmaci | 6:14,00 | 4     | 6:11,24      | 2            | 6:15,14    | 6          | 6:06,73  | 4        | N/A      | N/A      | 10  |
| Costel Mutescu Vasile Măstăcan Cornel Nemțoc Florian Tudor Viorel Talapan Andrei Bănică Gheorghe Pîrvan Dorin Alupei Dumitru Răducanu (cârmaci) | Opt rame cu cârmaci     | 5:36,93 | 4     | 5:43,24      | 2            | N/A        | N/A        | N/A      | N/A      | 5:43,89  | 6        | 6   |

Feminin
| Sportive | Probă                        | Serie   | Serie | Recalificări | Recalificări | Semifinale | Semifinale | Finală C | Finală C | Finală B | Finală B | Finală A | Finală A | Loc |
| Sportive | Probă                        | Timp    | Loc   | Timp         | Loc          | Timp       | Loc        | Timp     | Loc      | Timp     | Loc      | Timp     | Loc      | Loc |
| --- | ---------------------------- | ------- | ----- | ------------ | ------------ | ---------- | ---------- | -------- | -------- | -------- | -------- | -------- | -------- | --- |
| Elisabeta Lipă Veronica Cochela | Dublu vâsle                  | 7:08,70 | 2     | N/A          | N/A          | N/A        | N/A        | N/A      | N/A      | N/A      | N/A      | 7:05,05  | 5        | 5   |
| Constanța Burcică Angela Alupei | Dublu vâsle categorie ușoară | 7:16,65 | 1     | N/A          | N/A          | 6:59,85    | 1          | N/A      | N/A      | N/A      | N/A      | 7:02,64  | 1        | 1   |
| Georgeta Damian Doina Ignat | Dublu rame fără cârmaci      | 7:16,22 | 1     | N/A          | N/A          | N/A        | N/A        | N/A      | N/A      | N/A      | N/A      | 7:11,00  | 1        | 1   |
| Doina Spircu Aurica Chiriță Elena Popa Crina Serediuc                                                                                                   | Patru vâsle                  | 6:52,01 | 5     | 6:50,34      | 4            | N/A        | N/A        | N/A      | N/A      | 6:46,78  | 3        | N/A      | N/A      | 9   |
| Georgeta Damian Viorica Susanu Ioana Olteanu Veronica Cochela Magdalena Dumitrache Elisabeta Lipă Liliana Gafencu Doina Ignat Elena Georgescu (cârmaci) | Opt rame cu cârmaci          | 6:06,66 | 1     | N/A          | N/A          | N/A        | N/A        | N/A      | N/A      | N/A      | N/A      | 6:06,44  | 1        | 1   |

## Gimnastică
Masculin
| Sportiv           | Sol    | Sol | Sărituri | Sărituri | Paralele | Paralele | Bară   | Bară | Inele  | Inele | Cal cu mânere | Cal cu mânere | Compus  | Compus |
| Sportiv           | Puncte | Loc | Puncte   | Loc      | Puncte   | Loc      | Puncte | Loc  | Puncte | Loc   | Puncte        | Loc           | Puncte  | Loc    |
| ----------------- | ------ | --- | -------- | -------- | -------- | -------- | ------ | ---- | ------ | ----- | ------------- | ------------- | ------- | ------ |
| Rareș Orzața      | 9,337  | =30 | 9,637    | =18      | 9,162    | =56      | 9,287  | =57  | 9,637  | =9    | 9,500         | =42           | 57,385  | 11     |
| Marian Drăgulescu | 9,712  | 6   | 9,637    | =18      | 9,625    | =13      | 9,312  | =56  | 9,575  | =18   | 9,500         | =42           | 57,098  | 13     |
| Ioan Suciu        | 9,437  | 23  | 9,350    | =39      | 9,612    | =15      | 9,237  | 60   | 9,425  | =45   | 9,712         | =12           | 55,786  | =28    |
| Florentin Pescaru | 8,850  | =58 | 9,587    | =23      | 9,375    | 41       | 9,212  | =61  | 9,237  | 59    | 9,562         | =36           | 55,823  | 33*    |
| Marius Urzică     | N/A    | N/A | N/A      | N/A      | 8,887    | 8        | 9,575  | =39  | N/A    | N/A   | 9,862         | 1             | 29,049  | 82     |
| România           |        |     |          |          |          |          |        |      |        |       |               |               | 227,543 | 6      |

* S-a calificat în finală dar nu a putut să concureze acolo deoarece au fost admiși doar trei gimnaști dintr-o singură țară.
Feminin
La proba de compus românca Andreea Răducan s-a clasat pe primul loc dar a fost testată pozitiv pentru pseudoefedrină.
| Sportivă         | Sol    | Sol | Sărituri | Sărituri | Paralele inegale | Paralele inegale | Bârnă  | Bârnă | Compus  | Compus |
| Sportivă         | Puncte | Loc | Puncte   | Loc      | Puncte           | Loc              | Puncte | Loc   | Puncte  | Loc    |
| ---------------- | ------ | --- | -------- | -------- | ---------------- | ---------------- | ------ | ----- | ------- | ------ |
| Simona Amânar    | 9,712  | 3   | 9,537    | 6        | 9,550            | =35              | 9,625  | =15   | 38,642  | 1      |
| Maria Olaru      | 9,575  | =15 | 9,625    | 8*       | 9,225            | 60               | 9,700  | 6     | 38,581  | 2      |
| Andreea Răducan  | 9,275  | 6   | 9,693    | 2        | 9,562            | =33              | 9,675  | =10   | DS      | –      |
| Loredana Boboc   | 9,337  | =29 | 9,250    | =38      | 9,550            | =35              | 9,675  | =10   | 37,812  | 16**   |
| Andreea Isărescu | N/A    | N/A | 9,193    | 44       | 9,625            | =24              | N/A    | N/A   | 18,818  | 85     |
| Claudia Presăcan | 8,925  | 60  | N/A      | N/A      | N/A              | N/A              | 9,750  | 4     | 18,700  | 87     |
| România          |        |     |          |          |                  |                  |        |       | 154,608 | 1      |

* S-a calificat în finală dar nu a putut să concureze acolo deoarece au fost admise doar două gimnaste dintr-o singură țară.
** S-a calificat în finală dar nu a putut să concureze acolo deoarece au fost admise doar trei gimnaste dintr-o singură țară.
*** S-a calificat în finală dar nu a participat acolo.

## Haltere
| Sportiv           | Probă   | Smuls    | Smuls | Aruncat  | Aruncat | Total | Loc |
| Sportiv           | Probă   | Rezultat | Loc   | Rezultat | Loc     | Total | Loc |
| ----------------- | ------- | -------- | ----- | -------- | ------- | ----- | --- |
| Adrian Jigău      | −56 kg  | 122,5    | 6     | 152,5    | =6      | 275,0 | 6   |
| Valeriu Calancea  | −85 kg  | 160,0    | =12   | 205,0    | =6      | 365,0 | 10  |
| Florin Vlad       | −105 kg | 180,0    | 11    | 225,0    | =5      | 405,0 | 7   |
| Marius Alecu      | +105 kg | 175,0    | =14   | 215,0    | =15     | 390,0 | 15  |
| Mărioara Munteanu | −53 kg  | 82,5     | 7     | 97,5     | 8       | 180,0 | 8   |

## Handbal
Echipa
| - Aurelia Stoica - Aurica Motogna - Cristina Vărzaru - Cristina Dogaru-Cucuian - Elena Napăr - Gabriela Tănase - Lidia Drăgănescu - Luminită Huțupan - Mihaela Ignat - Alina Dobrin - Ramona Farcău - Steluța Luca - Talida Tolnai - Victorina Bora | - Adriana Nechita (r) |

| Echipă  | Probă           | Faza grupelor           | Faza grupelor    | Faza grupelor     | Faza grupelor    | Faza grupelor | Locurile 5-8      | Locurile 5-8       | Locurile 5-8 |
| Echipă  | Probă           | Adversar Scor           | Adversar Scor    | Adversar Scor     | Adversar Scor    | Loc           | Adversar Scor     | Adversar Scor      | Loc          |
| ------- | --------------- | ----------------------- | ---------------- | ----------------- | ---------------- | ------------- | ----------------- | ------------------ | ------------ |
| România | Turneul feminin | Coreea de Sud · P 25-34 | Angola · C 35-25 | Ungaria · E 21-21 | Franța · P 18-21 | 4             | Austria · P 23-29 | Brazilia · C 38-33 | 7            |

## Judo
Masculin
| Sportiv         | Probă   | Primul meci       | Al 2-lea meci     | Al 3-lea meci     | Sferturi de finală | Semifinale        | Recalificări      | Recalificări      | Recalificări      | Recalificări      | Runda finală      | Loc |
| Sportiv         | Probă   | Adversar Rezultat | Adversar Rezultat | Adversar Rezultat | Adversar Rezultat  | Adversar Rezultat | Adversar Rezultat | Adversar Rezultat | Adversar Rezultat | Adversar Rezultat | Adversar Rezultat | Loc |
| --------------- | ------- | ----------------- | ----------------- | ----------------- | ------------------ | ----------------- | ----------------- | ----------------- | ----------------- | ----------------- | ----------------- | --- |
| Claudiu Baștea  | −78 kg  | PAS               | Nakamura (JPN) P  | Nu a avansat      | Nu a avansat       | Nu a avansat      | Nu a avansat      | Nu a avansat      | Nu a avansat      | Nu a avansat      | Nu a avansat      |     |
| Adrian Croitoru | −90 kg  | Geraldino (DOM) C | N/A               | Morozov (RUS) C   | Huizinga (NED) p   | N/A               | N/A               | N/A               | Olson (USA) P     | Nu a avansat      | Nu a avansat      | =9  |
| Radu Ivan       | −100 kg | PAS               | Svirid (BLR) C    | Jikurauli (GEO) P | Nu a avansat       | Nu a avansat      | Nu a avansat      | Nu a avansat      | Nu a avansat      | Nu a avansat      | Nu a avansat      |     |
| Gabi Munteanu   | +100 kg | Jákl (CZE) P      | N/A               | Nu a avansat      | Nu a avansat       | Nu a avansat      | Nu a avansat      | Nu a avansat      | Nu a avansat      | Nu a avansat      | Nu a avansat      |     |

Feminin
| Sportiv        | Probă  | Primul meci       | Al 2-lea meci     | Sferturi de finală | Semifinale        | Recalificări      | Recalificări      | Recalificări      | Runda finală      | Loc |
| Sportiv        | Probă  | Adversar Rezultat | Adversar Rezultat | Adversar Rezultat  | Adversar Rezultat | Adversar Rezultat | Adversar Rezultat | Adversar Rezultat | Adversar Rezultat | Loc |
| -------------- | ------ | ----------------- | ----------------- | ------------------ | ----------------- | ----------------- | ----------------- | ----------------- | ----------------- | --- |
| Laura Moise    | −48 kg | Seong-Ja (KOR) C  | Savón (CUB) P     | Nu a avansat       | Nu a avansat      | Nu a avansat      | Nu a avansat      | Nu a avansat      | Nu a avansat      |     |
| Ioana Dinea    | −48 kg | Díaz (VEN) C      | Yuxiang (CHN) P   | N/A                | N/A               | N/A               | Devi (IND) C      | Souakri (ALG) C   | Sun-Hui (PRK) P   | =5  |
| Simona Richter | −78 kg | PAS               | Cowen (GBR) C     | Luna (CUB) P       | N/A               | N/A               | Tong (USA) C      | So-Yeon (KOR) C   | Rakels (BEL) C    | 3   |

## Lupte
Masculin greco-roman
| Sportiv            | Probă  | Primul meci       | Al 2-lea meci     | Al 3-lea meci     | Sferturi de finală | Semifinale        | Finală / FM       | Loc |
| Sportiv            | Probă  | Adversar Rezultat | Adversar Rezultat | Adversar Rezultat | Adversar Rezultat  | Adversar Rezultat | Adversar Rezultat | Loc |
| ------------------ | ------ | ----------------- | ----------------- | ----------------- | ------------------ | ----------------- | ----------------- | --- |
| Marian Sandu       | -54 kg | Șevțsov (RUS) P   | Yong-Gyun (PRK) C | N/A               | Nu a avansat       | Nu a avansat      | Nu a avansat      | 13  |
| Constantin Borăscu | -58 kg | Yildiz (GER) P    | Nikonorov (RUS) P | Barguaoui (TUN) C | Nu a avansat       | Nu a avansat      | Nu a avansat      | 9   |
| Ender Memet        | -69 kg | Azcuy (CUB) P     | Abdo (AUS) C      | N/A               | nu a avansat       | nu a avansat      | nu a avansat      | 9   |
| Petru Sudureac     | -97 kg | Ljungberg (SWE) P | Mollov (BUL) C    | N/A               | nu a avansat       | nu a avansat      | nu a avansat      | 11  |

Masculin stil liber
| Sportiv       | Probă  | Primul meci       | Al 2-lea meci     | Al 3-lea meci      | Sferturi de finală | Semifinale        | Finală / FM       | Loc |
| Sportiv       | Probă  | Adversar Rezultat | Adversar Rezultat | Adversar Rezultat  | Adversar Rezultat  | Adversar Rezultat | Adversar Rezultat | Loc |
| ------------- | ------ | ----------------- | ----------------- | ------------------ | ------------------ | ----------------- | ----------------- | --- |
| Nicolae Ghiță | -82 kg | Khadem (IRI) P    | Kapuvári (HUN) P  | Aka-Akesse (CIV) C | nu a avansat       | nu a avansat      | nu a avansat      | 8   |

## Natație
| Sportiv                                                                          | Probă         | Serie    | Serie        | Semifinală   | Semifinală   | Finală       | Loc |
| Sportiv                                                                          | Probă         | Timp     | Loc          | Timp         | Loc          | Timp         | Loc |
| -------------------------------------------------------------------------------- | ------------- | -------- | ------------ | ------------ | ------------ | ------------ | --- |
| Dragoș Coman                                                                     | 200 m liber   | 1:50,20  | 6            | nu a avansat | nu a avansat | nu a avansat | 7   |
| Dragoș Coman                                                                     | 400 m liber   | 3:48,77  | 2            | N/A          | N/A          | 3:47,38      | 5   |
| Dragoș Coman                                                                     | 1500 m liber  | 15:12,64 | 3            | N/A          | N/A          | nu a avansat | 9   |
| Răzvan Florea                                                                    | 100 m spate   | 56,35    | 3            | nu a avansat | nu a avansat | nu a avansat | 22  |
| Răzvan Florea                                                                    | 200 m spate   | 1:59,79  | 1            | 1:59,44      | 2            | 1:59,05      | 6   |
| Ștefan Gherghel                                                                  | 100 m fluture | 54,13    | 7            | nu a avansat | nu a avansat | nu a avansat | 21  |
| Ștefan Gherghel                                                                  | 200 m fluture | 1:59,48  | 5            | nu a avansat | nu a avansat | nu a avansat | 17  |
| Cezar Bădiță                                                                     | 200 m mixt    | 2:02,48  | 3            | 2:02,02      | 5            | nu a avansat | 11  |
| Cezar Bădiță                                                                     | 400 m mixt    | 4:17,11  | 3            | N/A          | N/A          | 4:20,91      | 7   |
| Cezar Bădiță Dragoș Coman Răzvan Florea Ștefan Gherghel                          | 4x200 m liber | 7:24,06  | 5            | N/A          | N/A          | nu a avansat | 9   |
| Camelia Potec                                                                    | 200 m liber   | 2:00,18  | 2            | 1:59,54      | 2            | 1:59,46      | 7   |
| Camelia Potec                                                                    | 400 m liber   | 4:11,92  | 3            | N/A          | N/A          | nu a avansat | 7   |
| Diana Mocanu                                                                     | 100 m spate   | 1:01,18  | 2            | 1:00,70      | 1            | 1:00,21      | 1   |
| Diana Mocanu                                                                     | 200 m spate   | 2:09,21  | 1            | 2:09,64      | 1            | 2:08,16      | 1   |
| Beatrice Câșlaru                                                                 | 200 m bras    | 2:27,59  | 4            | nu a avansat | nu a avansat | nu a avansat | 17  |
| Diana Mocanu                                                                     | 100 m fluture | 59,72    | 5            | 59,12        | 3            | 59,43        | 8   |
| Diana Mocanu                                                                     | 200 m mixt    | 2:29,58  | nu a avansat | nu a avansat | nu a avansat | N/A          | 34  |
| Beatrice Câșlaru                                                                 | 200 m mixt    | 2:13,72  | 1            | 2:13,31      | 1            | 2:12,57      | 2   |
| Beatrice Câșlaru                                                                 | 400 m mixt    | 4:41,04  | 1            | N/A          | N/A          | 4:37,18      | 3   |
| Lorena Diaconescu Carmen Herea Diana Mocanu Camelia Potec                        | 4x100 m liber | 3:48,78  | 6            | N/A          | N/A          | nu a avansat | 12  |
| Camelia Potec Simona Păduraru Lorena Diaconescu Beatrice Câșlaru (Carmen Herea*) | 4x200 m liber | 8:05,24  | 2            | N/A          | N/A          | 8:01,63      | 4   |
| Lorena Diaconescu Carmen Herea Simona Păduraru Raluca Udroiu                     | 4x100 m mixt  | 4:23,56  | 6            | N/A          | N/A          | nu a avansat | 18  |

* Carmen Herea a participat la calificări în loc de Beatrice Cășlaru.

## Pentatlon modern
| Sportiv       | Probă               | Tir    | Tir | Scrimă | Scrimă | Natație | Natație | Echitație | Echitație | Alergare | Alergare | Total | Loc |
| Sportiv       | Probă               | Puncte | Loc | Puncte | Loc    | Puncte  | Loc     | Puncte    | Loc       | Puncte   | Loc      | Total | Loc |
| ------------- | ------------------- | ------ | --- | ------ | ------ | ------- | ------- | --------- | --------- | -------- | -------- | ----- | --- |
| Nicolae Papuc | individual masculin | 1156   | 2   | 800    | 11     | 1192    | 16      | 0         | –         | 1026     | 18       | 4174  | 21  |

## Sărituri în apă
| Atlet             | Probă              | Calificare | Calificare | Semifinală   | Semifinală   | Finală       | Finală       |
| Atlet             | Probă              | Puncte     | Loc        | Puncte       | Loc          | Puncte       | Loc          |
| ----------------- | ------------------ | ---------- | ---------- | ------------ | ------------ | ------------ | ------------ |
| Gabriel Cherecheș | 3 metri trambulină | 318,27     | 35         | nu a avansat | nu a avansat | nu a avansat | nu a avansat |
| Gabriel Cherecheș | 10 metri platformă | 320,61     | 30         | nu a avansat | nu a avansat | nu a avansat | nu a avansat |
| Clara Ciocan      | 10 metri platformă | 265,29     | 21         | nu a avansat | nu a avansat | nu a avansat | nu a avansat |
| Anișoara Oprea    | 10 metri platformă | 221,82     | 66         | nu a avansat | nu a avansat | nu a avansat | nu a avansat |

## Scrimă
Cinci scrimeri au luat parte la trei probe.
| Floretă feminin                                                 |
| --------------------------------------------------------------- |
| Laura Badea: locul 4 Roxana Scarlat: locul 8                    |
| Sabie masculin                                                  |
| Mihai Covaliu: · Dan Găureanu: locul 8 · Alin Lupeică: locul 28 |
| Sabie masculin pe echipe                                        |
| Mihai Covaliu, Alin Lupeică, Dan Găureanu: locul 4              |

## Tenis
| Sportiv                    | Probă           | Primul meci                   | Al doilea meci                   | Al treila meci | Sferturi      | Semifinale    | Finală / FM   | Loc |
| Sportiv                    | Probă           | Adversar Scor                 | Adversar Scor                    | Adversar Scor  | Adversar Scor | Adversar Scor | Adversar Scor | Loc |
| -------------------------- | --------------- | ----------------------------- | -------------------------------- | -------------- | ------------- | ------------- | ------------- | --- |
| Andrei Pavel               | Simplu masculin | Norman (SWE) P 7-6, 3-6, 8-10 | Nu a avansat                     | Nu a avansat   | Nu a avansat  | Nu a avansat  | Nu a avansat  | =33 |
| Andrei Pavel Gabriel Trifu | Dublu masculin  | N/A                           | Bhupathi / Paes (IND) P 3-6, 4-6 | Nu au avansat  | Nu au avansat | Nu au avansat | Nu au avansat | =17 |
| Ruxandra Dragomir          | Simplu feminin  | Pratt (AUS) P 3-6, 3-6        | Nu a avansat                     | Nu a avansat   | Nu a avansat  | Nu a avansat  | Nu a avansat  | =33 |

## Tenis de masă
| Sportiv                      | Probă           | Runda 1               | Runda 2            | Runda 3             | Runda 4              | Sferturi            | Semifinale        | Finală / FM       | Loc |
| Sportiv                      | Probă           | Adversar Rezultat     | Adversar Rezultat  | Adversar Rezultat   | Adversar Rezultat    | Adversar Rezultat   | Adversar Rezultat | Adversar Rezultat | Loc |
| ---------------------------- | --------------- | --------------------- | ------------------ | ------------------- | -------------------- | ------------------- | ----------------- | ----------------- | --- |
| Adrian Crișan                | Simplu masculin | Błaszczyk (POL) P 2–3 | Gerada (AUS) C 3–0 | Nu a avansat        | Nu a avansat         | Nu a avansat        | Nu a avansat      | Nu a avansat      | =33 |
| Otilia Bădescu               | Simplu feminin  | da Silva (BRA) C 3–0  | Kușci (RUS) C 3–1  | Eun-Mi (KOR) P 2–3  | Nu a avansat         | Nu a avansat        | Nu a avansat      | Nu a avansat      | =17 |
| Mihaela Șteff                | Simplu feminin  | N/A                   | N/A                | Boileau (FRA) C 3–0 | Svensson (SWE) C 3–2 | Jing (SGP) P 1–3    | Nu a avansat      | Nu a avansat      | =5  |
| Mihaela Șteff Otilia Bădescu | Dublu feminin   | N/A                   | Okenla/Owoh C 2–0  | Kușci/Melnik C 2–0  | Jing/Jing C 3–0      | Mu-Gyo/Ji-Hye P 2–3 | Nu a avansat      | Nu a avansat      | =5  |

## Tir
La proba de pistol-viteză comprimat românul Iulian Raicea, Serghei Alifirenko (Rusia) și Michel Ansermet (Elveția) s-au aflat la egalitate de puncte. Iulian Raicea a obținut medalia de bronz după susținerea unui baraj.
| Sportiv       | Probă                        | Puncte | Loc |
| ------------- | ---------------------------- | ------ | --- |
| Sorin Babii   | pistol liber 50 m            | 560    | =9  |
| Sorin Babii   | pistol cu aer comprimat 10 m | 578    | =11 |
| Iulian Raicea | pistol cu aer comprimat 10 m | 569    | =30 |
| Iulian Raicea | pistol viteză 25 m           | 684,6  | 3   |
| Iulică Cazan  | pistol viteză 25 m           | 583    | 11  |

## Legături externe
Materiale media legate de România la Jocurile Olimpice de vară din 2000 la Wikimedia Commons
- Echipa olimpică a României Arhivat în 5 noiembrie 2021, la Wayback Machine. la Comitetul Olimpic si Sportiv Român
- en  Romania at the 2000 Summer Olympics la Olympedia.org